# Цесіс (станція)
Це́сіс (латис. Cēsis) — залізнична станція 3-го класу Латвійської залізниці на лінії Рига — Лугажі. Станції Цесіс підпорядковані станція Арайші та колійний пост Янямуйжа.

## Історія
Станція відкрита 1889 року під первинною назвою — Венден, в ході будівництва Псково-Ризької залізниці.
1889 року побудова перша будівля вокзалу. 1919 року перейменована на станцію Цесіс.

Історичні світлини
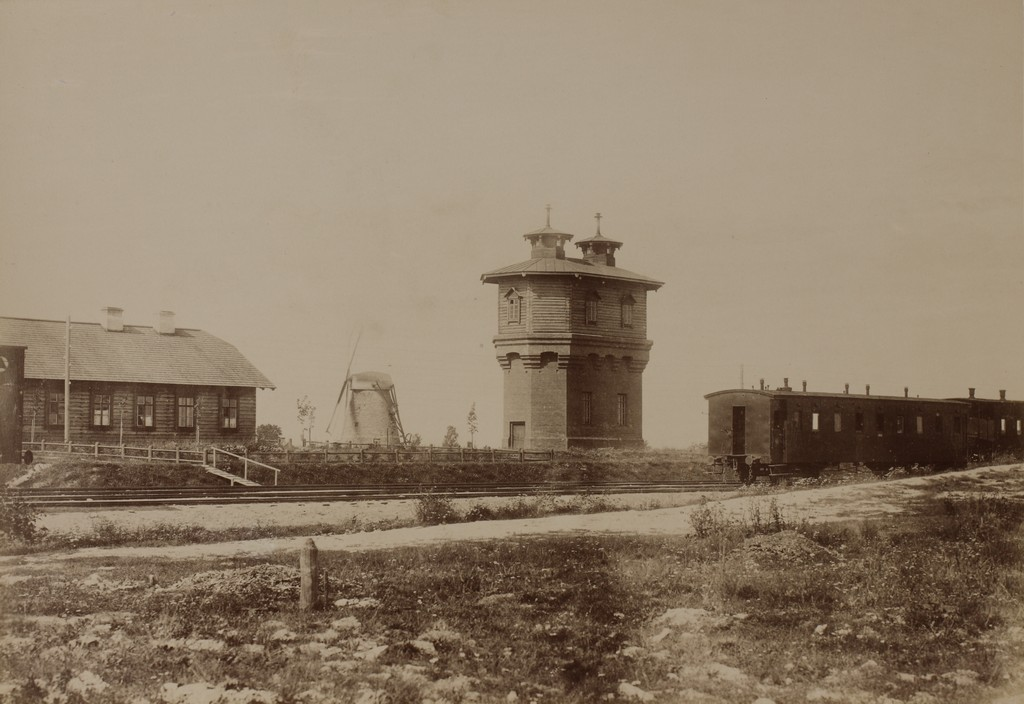
Водонапірна вежа на станції Цесіс (1889)
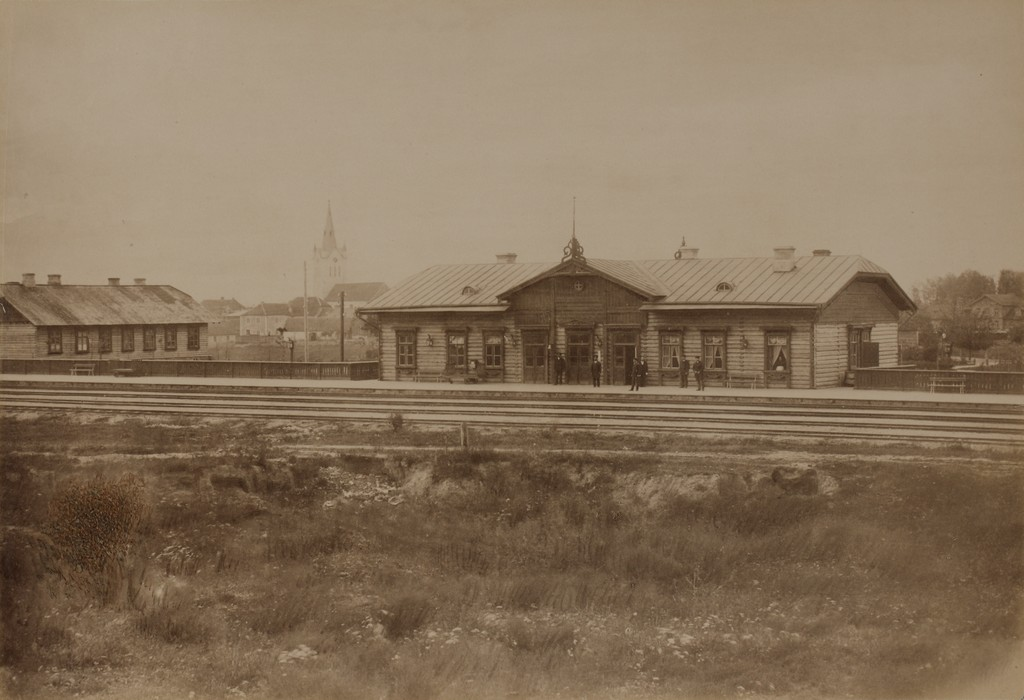
Станція Цесіс (1890)

1944 року, під час Другої світової війни, вокзал станції був вщент зруйнований. 1946 року зведена нова будівля вокзалу в стилі «сталінського бароко». Подібні будівлі будували на станціях в містах Огре та Сігулда.
У 2014—2015 роках проведена капітальна реконструкцію станції Цесіс. З 17 червня 2014 року каса з продажу проїзних документів була закрита через реконструкцію станції, проте нині вона працює у будні вранці та святкові дні.
10 червня 2015 року, після реконструкції, вокзал був об'єднаний з автовокзалом, який нині є єдиним пасажирським транспортним вузлом. Біля залізничного вокзалу розташована Центральна бібліотека та муніципалітет.

## Пасажирське сполучення
На станції Цесіс зупиняються дизель-поїзди сполученням Рига — Валміера та Рига — Валга.

## Галерея

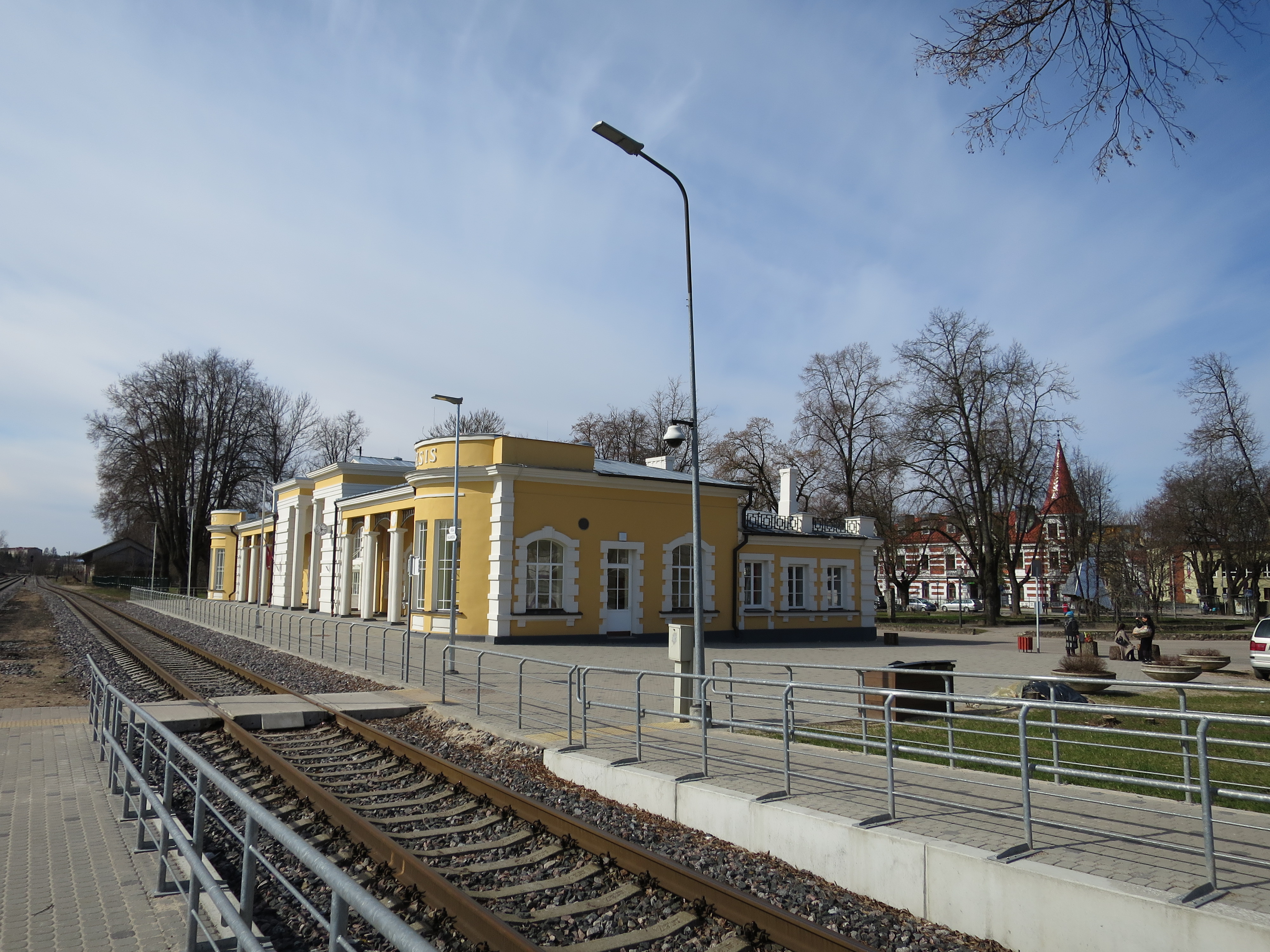
Краєвид з боку Валміери
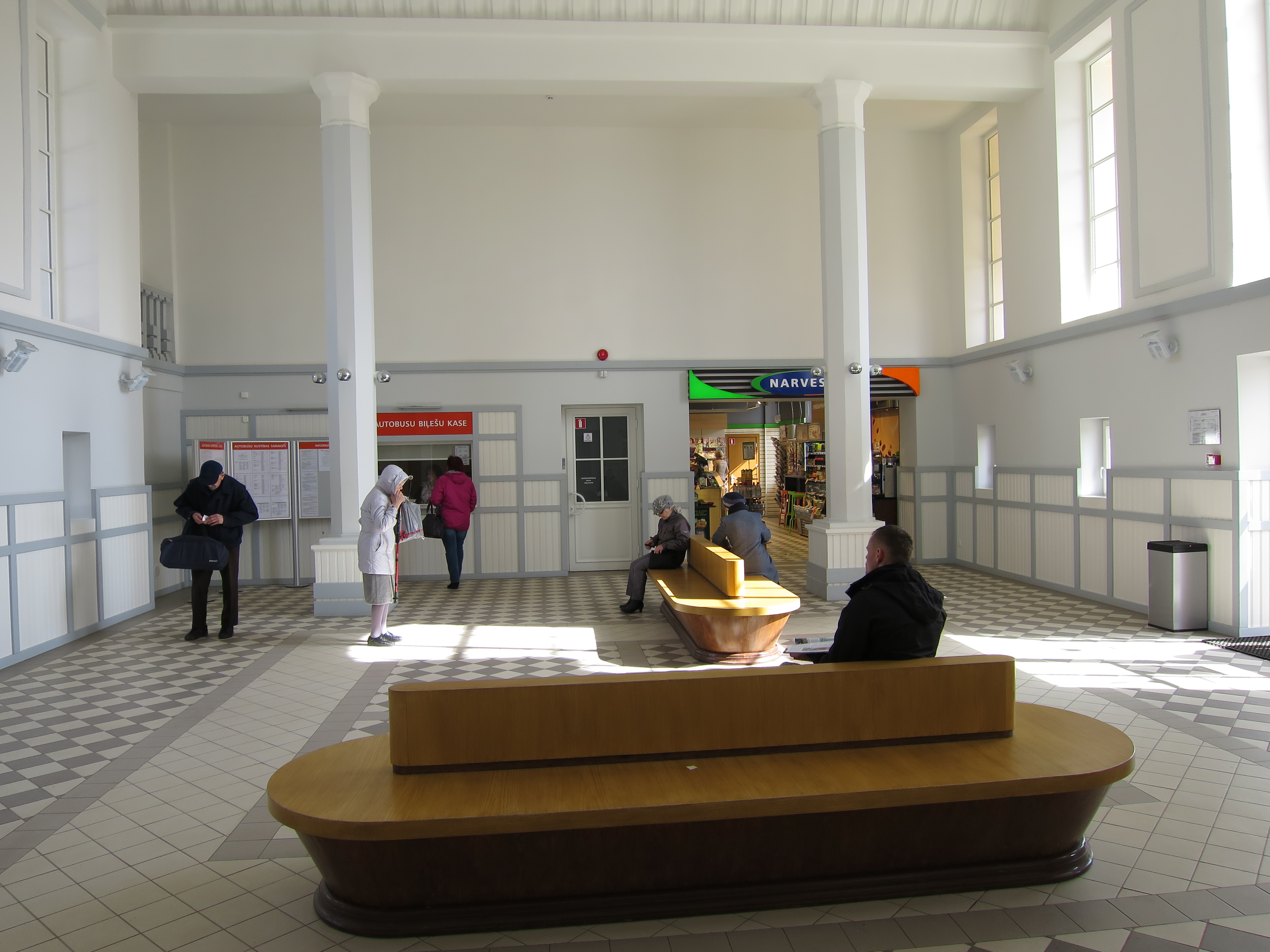
Зал чекання
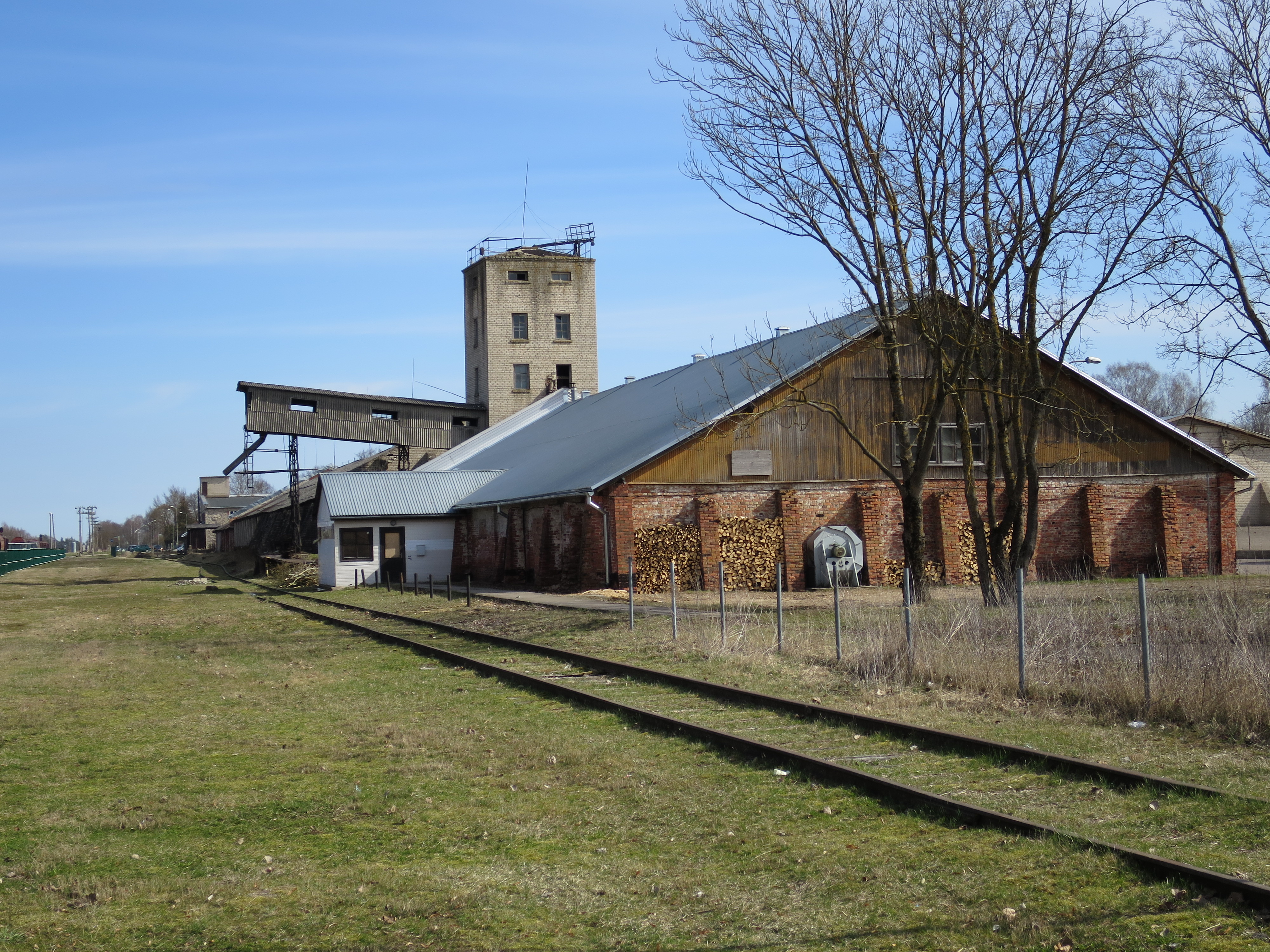
Колишній станційний склад